# Toppkaktussläktet
Toppkaktussläktet (Matucana) är ett växtsläkte inom familjen kaktusväxter med 21 arter i andinska Sydamerika . 

## Beskrivning
Toppkaktusar är suckulenta växter och är till början klotrunda, senare kort cylindriska till formen.  De blir upp till 60 centimeter höga och 15 centimeter i diameter. På de flesta arter är taggarna många och areolerna sitter mycket tätt. Blommorna är trattformade och finns i färger från gult, orange till rött, men även violett. De efterföljande frukterna är grönaktiga.

## Odling
Toppkaktusar trivs bäst i direkt solljus och tål inte frost. Som de flesta kaktusar bör de planteras i en väldränerad jord bestående av en del grov sand och en del humus. Toppkaktussläktet förökas enklast med frön. Angrepp av sköldlöss och spinnkvalster är vanliga hos detta släkte.

## Referenser

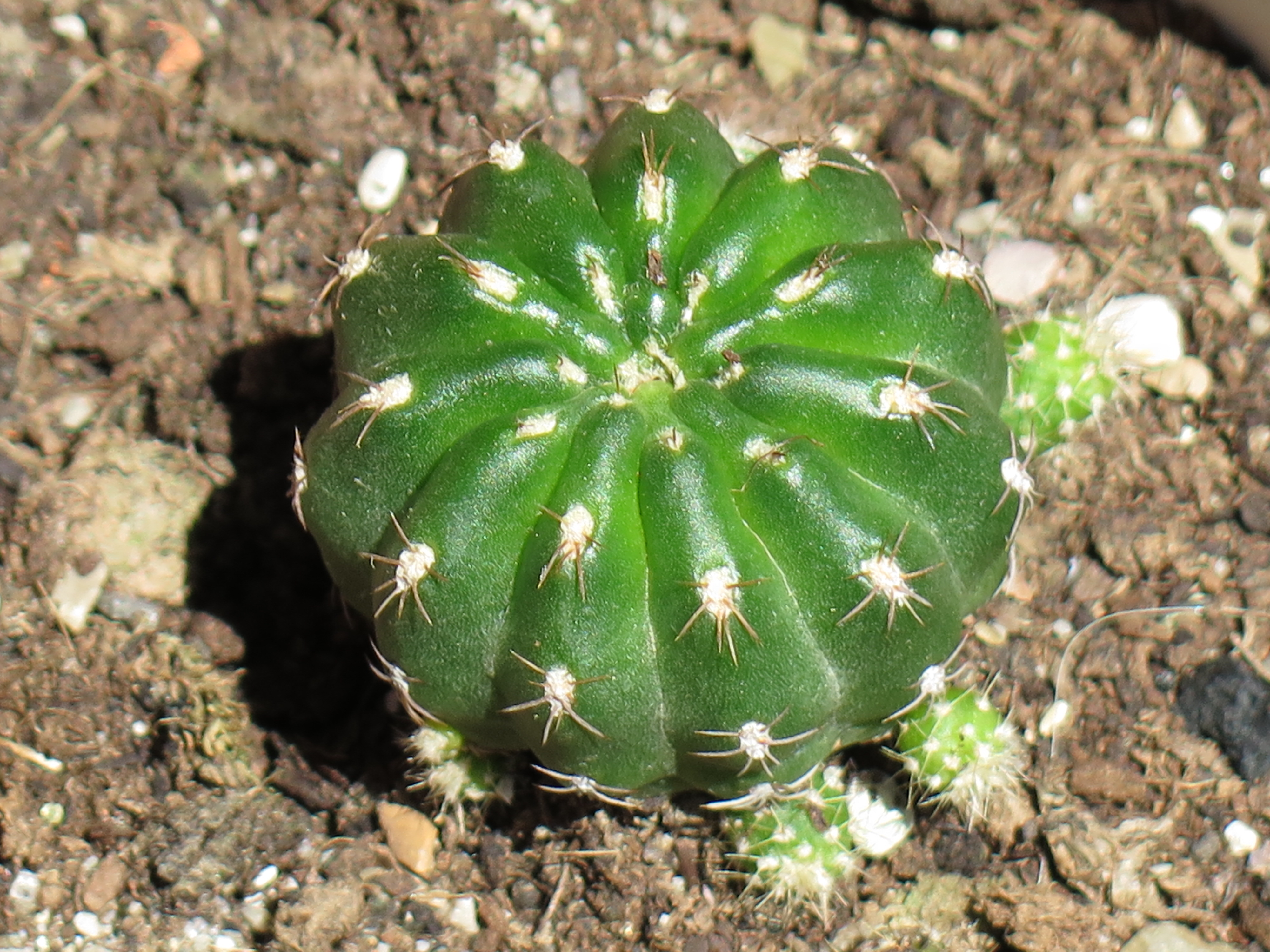
Matucana polzii

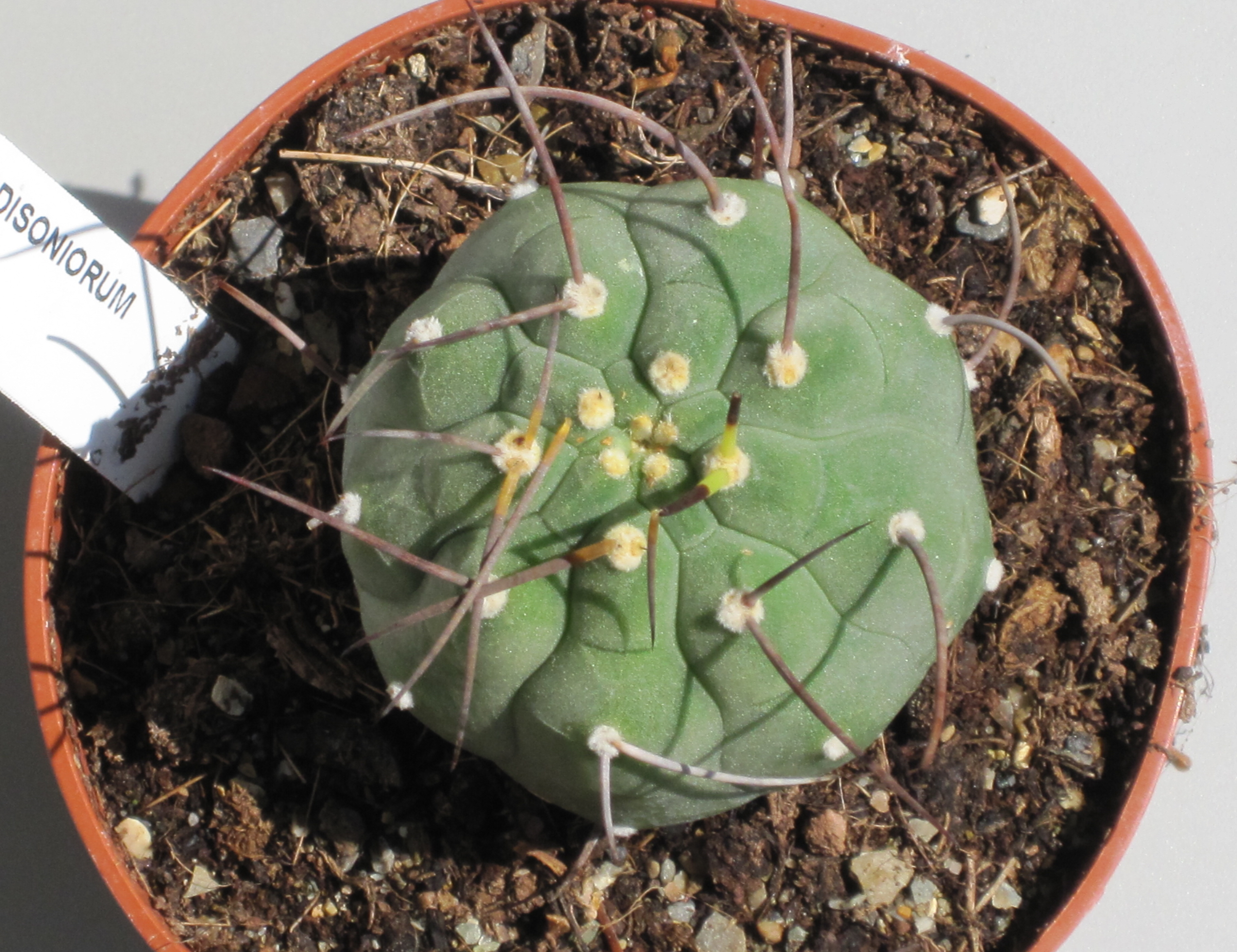
Matucana madisoniorum